# 山本潔
山本 潔（やまもと きよし、1933年 - 2020年）は、日本の労働問題研究者。東京大学社会科学研究所名誉教授。

## 人物
1933年北海道生まれ。1957年東京大学経済学部卒業。1963年東京大学大学院応用経済学博士課程単位取得退学、東京大学社会科学研究所助手。1966年法政大学経済学部助教授。1970年東京大学社会科学研究所助教授、後に教授、1993年から名誉教授。1993年から1998年信州大学教育学部教授。
労働市場・労使関係を研究し、大河内一男・氏原正治郎以降の歴史研究を代表する人物として知られている。1960年代から70年代に戸塚秀夫らと日本の新左翼の労働運動を研究するために収集した資料は、 東京大学経済学図書館・経済学部資料室が所蔵するコレクションになっている。

## おもな著書
単著
- 『日本労働市場の構造』東京大学出版会、1967年
- 『戦後危機における労働運動　戦後労働運動史論 第1巻』御茶の水書房、1977年
- 『読売争議――1945・46年　戦後労働運動史論 第2巻』御茶の水書房、1977年
- 『自動車産業の労資関係』東京大学出版会、1981年
- 『日本の賃金・労働時間』東京大学出版会、1982年
- 『東芝争議――1949年　戦後労働運動史論 第3巻』御茶の水書房、1983年
- 『日本における職場の技術・労働史――1854～1990年』東京大学出版会、1994年
- 『「労資関係・生産構造」――論文集』ノンブル社、2000年
- 『日本の労働調査――1945～2000年』東京大学出版会、2004年

共著
- 『日本の賃金――その論理と実態』高梨昌・小林謙一・神代和欣共著　日本労働協会、1964年
- 『日本における新左翼の労働運動』戸塚秀夫・中西洋・兵藤釗共著　東京大学出版会、1976年

分担執筆
- 労働問題文献研究会編『文献研究・日本の労働問題』総合労働研究所、1966年
- 労働調査論研究会編『戦後日本の労働調査』東京大学出版会、1970年
- 東京大学社会科学研究所編『労働改革』東京大学出版会、1974年
- 氏原正治郎ほか編集『賃金問題の課題』社会思想社、1977年
- 隅谷三喜男編著『日本労使関係史論』東京大学出版会、1977年
- 労使関係調査会編『転換期における労使関係の実態』東京大学出版会、1981年
- 労働争議史研究会編『日本の労働争議――1945～80年』東京大学出版会、1991年